# 達馬里斯科塔 (緬因州普查規定居民點)
達馬里斯科塔（英語：Damariscotta）是位於美國緬因州林肯縣的一個普查規定居民點。

## 人口
根據2020年美國人口普查的數據，達馬里斯科塔的面積為10.70平方千米，當中陸地面積為8.95平方千米，而水域面積為1.75平方千米。當地共有人口1193人，而人口密度為每平方千米111.5人。